# 화위안차오역
화위안차오역(중국어: 花园桥站)은 중화인민공화국 베이징시 하이뎬구 바리좡 가도·간자커우 가도 경계의 서3환북로·링룽로·처궁좡 서로 교차로에 위치한 베이징 지하철 6호선의 지하철역이다. 2012년 12월 30일 개장하였다. 이 역은 수도사범대학과 가까운 곳에 있다.

## 위치
화위안차오역은 링룽로 - 처궁좡 서로(동서 방향)와 서3환북로(남북 방향)가 교차하는 지점에 위치한다.

## 역 구조
화위안차오역의 주요 구조물은 화위안교 주경간 아래에 위치한다. 1면 2선 섬식 승강장 설계를 채택한 역사의 길이는 233.6m이며, 서쪽 끝(길이 43.6m)은 개방형 구조를 사용한 3층 2기둥 프레임 구조이다(길이 190m). 구조물 아래를 통과하는 화위안교의 주경간은 얕은 매설 및 지하 굴착 방식을 사용하여 건설되었다. 교량을 횡단하는 터널을 건설할 때 임시 교각을 이용하여 보의 바닥을 지지하고 잭을 제어하여 보를 들어올려 침하를 조절하는 구조이다.
화위안차오역의 장식은 현대적인 베이징 붉은 벽돌 건축 요소를 사용하였고, 대합실 벽의 공공 예술 디자인은 '청춘유흔《青春留痕》'이라는 부조 장식이다.

### 층별 구조
| 지면층          | 가도                          | A-D출입구                                  |
| 지하 2층 대합실 | 대합실                        | 고객센터, 자동 발권기, 이카통(一卡通) 충전 |
| 지하 3층 승강장 | ←                             | ■ 6호선 진안차오 방면 (츠서우쓰)           |
| 지하 3층 승강장 | 섬식 승강장, 왼쪽 출입문 열림 |                                            |
| 지하 3층 승강장 | →                             | ■ 6호선 루청 방면 (바이스차오난)           |

### 대합실
화위안차오역 중앙 대합실은 링룽루(玲珑路)와 처궁좡 서로(车公庄西路) 사이 지하에 위치하며, 화위안교의 주요 경간 아래를 지나간다. 대합실 층과 승강장 층을 연결하는 유료 구역에는 4개의 에스컬레이터가 있으며, 승강장 층 중앙에 엘리베이터가 있다. 로비에도 여러 ATM이 있고, 로비 북쪽 벽에는 "청춘유흔《青春留痕》"이라는 부조가 장식되어 있다.

### 승강장
화위안차오역 승강장은 링룽루(玲珑路)와 처궁좡 서로(车公庄西路) 사이에 지하에 위치한 섬식 승강장이다. 이 역의 화장실은 플랫폼의 서쪽 끝에 위치한다.

## 출구
화위안차오역에는 6개의 출입구가 있으며, 그 중 출입구 A와 C에는 엘리베이터가 설치되어 있다.
|                         |                              | |      |           |
| 출구                    | 지시                         | 목적지 | 사진 | 편의 시설 |
| 出口 · A                | 링룽로(玲珑路) 북측          | 수도사범대학 북1구(首都师范大学北一区), 국제금융센터(国际财经中心), 중국 외국어 빌딩(中国外文大厦), 국도 문화빌딩(国图文化大厦)                                           |      |           |
| 出口 · B · 1            | 처궁좡 서로(车公庄西路) 북측 | 중국화보출판사(中国画报出版社), 베이징 공업대학 평생교육학원(北京工业大学继续教育学院), 처궁좡 서로 45호원(车公庄西路45号院)                                              |      | 빈칸      |
| 出口 · B · 2            | 처궁좡 서로(车公庄西路) 북측 | 라오후먀오 커뮤니티(老虎庙小区) |      | 빈칸      |
| 出口 · C                | 처궁좡 서로(车公庄西路) 남측 | 화위안춘 초등학교(花园村小学), 중국 노동관계연구원(中国劳动关系学院), 세기 경제무역 빌딩(世纪经贸大厦), 중국수입자동차무역공사(中国进口汽车贸易公司), 중즈 빌딩(中咨大厦) |      |           |
| 出口 · D · 1            | 링룽로(玲珑路) 남측          | 수도사범대학가족지역(북문)(首都师范大学家属区(北门)) |      | 빈칸      |
| 出口 · D · 2            | 서3환북로(西三环北路) 서측   | 수도사범대학 본부(首都师范大学本部), 커위안 빌딩(科原大厦), 하이뎬구 실험 초등학교(海淀区实验小学)                                                                        |      | 빈칸      |
| 아이콘 설명: 엘리베이터 |                              | |      |           |